# けんかえれじい
『けんかえれじい』は、鈴木隆の小説作品、およびそれを原作として映像化した映画作品・TVドラマ作品。

## 概要
1966年に理論社で刊行。小説は上下巻に分冊されたTBS出版会版、および角川文庫版、岩波現代文庫版が刊行されている。

## 映画
鈴木清順監督、高橋英樹主演で1966年に公開された。製作は日活で、鈴木清順が先に手掛けた『東京流れ者』の続編『続東京流れ者　海は真っ赤な恋の色』（森永健次郎監督）と2本立てで公開された。
なお同映画の脚本を含む鈴木清順『けんかえれじい』（三一書房、1970年）があり、のちに日本図書センター（人間の記録、2003年）で再刊されている。

### 概要
「悲歌（えれじい）といっても、詩情あふれる序奏のようなものはない。さっそく喧嘩の本題に入りたい」から始まる原作は昭和10年頃の旧制中学において「バンカラ」と呼ばれた少年たちが喧嘩に明け暮れる日々を描いた、鈴木隆の同名小説が原作、新藤兼人が脚本を書いた。鈴木清順の監督起用は、先に鈴木が『悪太郎』『悪太郎伝 悪い星の下でも』を成功させた功績を会社が見込んでのことだったが、鈴木は「脇役が面白くない」などの理由で脚本に大幅な改変を加え、更に原作にも脚本にもない、北一輝と主人公との遭遇を追加し、それでも満足できなかった場面は、撮影中に即興演出による改変を加えた。主演の高橋英樹は「わけもわからず演技をしていたが、出来上がった作品を観て名作だと確信した」と絶賛したが、脚本の新藤兼人は「これは自分の作品ではない」と不満をあらわにした。
後半に登場する北一輝は、ケンカに明け暮れていた主人公が「もっと大きなケンカをしにいく」決意をして二・二六事件後の東京へ旅立つきっかけを作る役割を演じており、それは当時顕在化しつつあった全共闘運動のもたらしたアクティヴィズムを鈴木が敏感に感じ取った表れであるとして、観客たちに熱狂的に受け入れられた。また、北一輝が出没するカフェのシーンは照明を極力落とし、北に給仕をするみさ子役の松尾嘉代は、絶対に手の平を見せないことで幽霊であることを暗示するなど、この場面が映画における異界であることを表現し、後の『ツィゴイネルワイゼン』や『陽炎座』につながる「清順スタイル」の原点となった。なお、北一輝を演じた俳優・緑川宏は、『俺たちの血が許さない』の小林旭と高橋英樹の父親役、『刺青一代』の赤い靴を履いて高橋英樹を追い回す不気味な刑事役、『殺しの烙印』では片目のない男に怒鳴り散らす眼科医役など、鈴木清順作品に欠かせない名脇役として活躍したが、鈴木が解雇された後にそれを苦しんで精神を病み、自殺している。
日活を解雇された後（※詳しくは鈴木清順問題共闘会議参照）、二・二六事件後に主人公が急激に右傾化し、日中戦争に巻き込まれていく過程を描いた『続・けんかえれじい』の脚本が、鈴木と彼の盟友たちで結成された具流八郎グループによって執筆されるが、映画化には至らなかった。

### あらすじ
旧制岡山第二中学校の生徒・南部麒六（きろく）は夢見がちで柔らかい物腰の学生だったが、憧れの女性・道子を馬鹿にした上級生たちとケンカになり、上級生を叩きのめしてしまう。その様子を見ていた同校OBでケンカの達人・スッポンは、麒六のケンカの才能を見込んで、麒六にケンカの極意を伝授。麒六はたちまち学校の不良たちを制圧し、学校最大の勢力OSMS団（岡山セカンドミドルスクール団）の副団長に祭り上げられてしまう。しかし、学校に軍事教練にやってきた教官と衝突し、岡山を出奔することとなる。会津若松の親戚の家に転がり込んだ麒六は、喜多方中学に入学し、ここでも地元のバンカラ集団昭和白虎隊と死闘を繰り広げる。地元のカフェで出会った不気味な男が北一輝であることを二・二六事件の新聞報道で知った麒六は、道子との恋にも破れ、更に大きなケンカを求めに東京行きの列車に飛び乗るのだった。

### スタッフ
- 監督 - 鈴木清順
- 企画 - 大塚和
- 原作 - 鈴木隆
- 脚本 - 新藤兼人
- 撮影 - 萩原憲治
- 美術 - 木村威夫
- 照明 - 熊谷秀夫
- 音楽 - 山本直純
- 録音 - 秋野能伸
- 編集 - 丹治睦夫
- 助監督 - 葛生雅美
- 凝斗 - 高瀬将敏

### キャスト
- 南部麒六 - 高橋英樹
- 道子 - 浅野順子
- スッポン - 川津祐介
- 道子の母ヨシノ - 宮城千賀子
- マンモス先生 - 加藤武
- 喜多方中学校長 - 玉川伊佐男
- アヒル先生 - 浜村純
- 近藤大尉 - 佐野浅夫
- みさ子 - 松尾嘉代
- 剣道先生 - 長弘
- 麒六の父 - 恩田清二郎
- タクアン - 片岡光雄
- ガニ股先生 - 日野道夫
- 叔父 - 福原秀雄
- 金田 - 野呂圭介
- ウドン屋の娘 - 夏山愛子
- 柔道先生 - 晴海勇三
- 杉田 - 杉山元
- 千代田弘
- カッパ - 田畑善彦
- 叔父の若い妻 - 横田陽子
- 橋谷田 - 加川景二
- 喜多方の百姓 - 久松洪介、荒井岩衛
- 二・二六事件の張り紙を読む通行人 - 水木京一、近江大介
- スッポンの同志 - 本目雅昭（方言指導兼）
- 昭和白虎隊隊長 - 高橋明
- 二・二六事件の張り紙を読む通行人 - 小林亘、伊豆見英輔
- 北一輝 - 緑川宏
- 昭和白虎隊隊員 - 岩手征四郎
- 大庭喜儀
- 昭和白虎隊隊員 - 立川博
- 高緒弘志（方言指導）
- 水川国也
- 石川恵一
- カッパの仲間 - 熱海弘到
- 麟六の同級生 - 矢藤昌宏
- 赤司健介
- 村井健二
- 溝口拳
- 式田賢一
- 小永井孝
- 小見山玉樹
- 昭和白虎隊隊員 - 中平哲仟
- 岡山第二中同上級生 - 根本義幸
- 北上忠行
- 大前田武
- 佐藤了一
- 片岡正弘
- 技斗 - 高瀬将敏

### 併映作品
- 『続東京流れ者 海は真っ赤な恋の色』

## ドラマ
NHK少年ドラマシリーズの一つとして1973年5月から6月まで6回放送された。
出演
- 竹下景子
- 山田政直
- 誠直也
- 織本順吉

スタッフ
- 脚本 須藤出穂ほか
- 演出 黛叶ほか
- 制作 柴田和夫
- 音楽 柳沢剛

| NHK総合テレビ 少年ドラマシリーズ       | NHK総合テレビ 少年ドラマシリーズ | NHK総合テレビ 少年ドラマシリーズ   |
| 前番組                                 | 番組名                           | 次番組                             |
| -------------------------------------- | -------------------------------- | ---------------------------------- |
| 空飛べ!キャットウィーズル 【海外作品】 | けんかえれじい                   | あなたの町 【NHK名古屋放送局制作】 |